# Mercado gris
El mercado gris es un término proveniente del inglés (grey market) que se refiere al flujo de mercancías que se realiza a través de los canales de distribución diferentes a los autorizados por el fabricante o el productor. A diferencia del mercado negro, las mercancías 'grises' no son ilegales. A cambio, están siendo vendidas fuera de los canales de distribución de las compañías y pueden no tener ninguna relación comercial con el productor de las mercancías. Esto ocurre con frecuencia cuando el precio de un artículo es perceptiblemente más alto en un país que en otro; esta situación ocurre comúnmente con los cigarrillos o equipos electrónicos tales como cámaras fotográficas. Los empresarios compran el producto donde está disponible a mejor precio, a menudo en la venta al por menor pero a veces también en el canal mayorista, la importan legalmente al mercado objetivo y la venden un precio por debajo del precio de la marca. La importación de ciertos artículos legalmente restringidos tales como drogas o armas de fuego sería categorizada como mercado negro, al igual que pasar de contrabando mercancías al país objetivo para evitar el pago de aranceles. Un concepto relacionado es el bootlegging, que implica normalmente la fabricación o distribución de mercancías falsificadas pero también describe la distribución ilegal de las mercancías muy reguladas, especialmente bebidas alcohólicas. 

## Garantías y productos de mercado gris
El fabricante rechazará generalmente respetar la garantía de un artículo comprado de fuentes grises del mercado. Esto es particularmente evidente en mercancías electrónicas. Los fabricantes pueden dar diferentes números de modelo en diversos países aunque las funciones de la máquina en particular sean idénticas. Cuando un fabricante identifica un producto en concreto como no destinado para ese país particular, el comprador puede entonces buscar solamente el servicio de garantía de la filial del fabricante en el país previsto de importación, no en el tercer país en donde las mercancías grises son vendidas en última instancia por el distribuidor o minorista.

## Otras respuestas
Las partes más relacionadas con el mercado gris de productos son generalmente los agentes o los importadores autorizados, o los minoristas de productos en el mercado objetivo. Ésta es a menudo la filial nacional del fabricante o una compañía relacionada, que es la concesionaria local de las marcas registradas del fabricante. La aplicación rigurosa de las leyes de la marca registrada para restringir los anuncios del producto es así una táctica común usada para desalentar el marketing gris, junto con la negación a atender las garantías y la negación a tratar a los distribuidores y minoristas (y con productos comerciales, a los clientes) que comercian en mercado gris. Las leyes locales (o la demanda de cliente) que tienen que ver con la distribución y el empaquetado (por ejemplo, la lengua de las etiquetas, unidades de medida, y el desglose nutricional de los comestibles) se pueden traer a juego, al igual que las certificaciones nacionales de los estándares para ciertas mercancías. El desarrollo de los códigos regionales en DVD y las técnicas regionales equivalentes al precinto para otros medios, son ejemplos de las características tecnológicas diseñadas para limitar el flujo de mercancías entre los mercados nacionales. Inversamente, los esfuerzos internacionales de promover el libre cambio, incluyendo tarifas reducidas y estándares nacionales armonizados, facilitan el mercado gris.

## El mercado gris de bebidas alcohólicas
El mercado gris del vino prospera, particularmente con la caja de vino espumoso. Muchos grandes productores de vinos espumosos hacen su propia importación y desean establecer precios independientes en diversos mercados. Así una botella de Champán puede costar 35 dólares en los Estados Unidos mientras que la misma botella pudo costar solamente 20 Euros en Francia, para los propósitos de la comercialización. Es a menudo provechoso comprar el vino en Europa, típicamente de un distribuidor autorizado, y revenderlo en los EE. UU. En el caso de la enorme disparidad de precios, no es infrecuente encontrar un vino de mercado gris en la venta al por menor por menos precio que al por mayor del distribuidor autorizado. En el caso de una disparidad grande de la disponibilidad entre los Estados Unidos y Europa, el precio de mercado gris puede ser igual o más alto que el precio autorizado. El importador de un vino es típicamente quien más se preocupa de las fuentes grises del mercado. El fabricante de vino puede o no cuidar qué sucede al vino después de que se venda, aunque puede ser quien se queje para apaciguar a un importador.

## El mercado gris de medicamentos
Al estar fuertemente intervenido el mercado de los medicamentos en España, se genera un tremendo diferencial (llega al 100% con Finlandia) con el resto de países de la UE, con quien compartimos las mismas marcas y con los cuales hay libertad de tránsito de mercancías. Ello hace que los distribuidores multinacionales de medicamentos que operan en España compren en éste los productos farmacéuticos y los vendan en cualquiera de los otros países en los que operan, obteniendo un margen de beneficio muy superior al que obtendrían si la compra y la venta se realizase dentro del mismo estado.
Para minimizar el impacto que en la cuenta de resultados les produce a los fabricantes, éstos limitan el número de unidades de sus fármacos producidos en España; si de una marca de insulina se consumen al año en España 600 000 envases, una vez fabricado ese número ya no se fabrican más. Si el distribuidor mayorista desvía parte de esas unidades a otro estado, cosa completamente legal, se produce una situación de desabastecimiento en España que aboca a los pacientes a no encontrar su medicación en el tiempo y forma que ellos necesitan.
Esto no se palia por la venta de fármacos por internet por dos motivos; el primero y más importante es que el porcentaje de medicamentos falsificados de entre los que se venden por internet alcanza casi el 70%, y en segundo lugar es que los fármacos de fuera de las fronteras españolas son siempre más caros que en España.